# Gänsberget
Gänsberget este o arie protejată (arie specială de conservare — SAC, sit de importanță comunitară — SCI) din Suedia întinsă pe o suprafață de 52,5 ha, integral pe uscat.

## Localizare
Centrul sitului Gänsberget este situat la coordonatele 60°15′34″N 14°45′41″E / 60.2595°N 14.7613°E.

## Înființare
Situl Gänsberget a fost declarat sit de importanță comunitară în aprilie 2004 pentru a proteja 1 specie de plante. Situl a fost protejat și ca arie specială de conservare în martie 2011.

## Biodiversitate
Situată în ecoregiunea boreală, aria protejată conține 3 habitate naturale: Mlaștini împădurite, Taiga vestică, Mlaștini alcaline.
La baza desemnării sitului se află o specie protejată de  plante: papucul doamnei (Cypripedium calceolus).